# پلیس کودکستان ۲
پلیس کودکستان ۲ (انگلیسی: Kindergarten Cop 2) فیلمی در ژانر کمدی به کارگردانی دان مایکل پال است که در سال ۲۰۱۶ منتشر شد. از بازیگران آن می‌توان به دولف لاندگرن اشاره کرد.

## خلاصه داستان
دولف لاندگرن که یک مأمور گردن کلفت و خشن فدرال است مجبور است برای بدست آوردن اطلاعاتی حساس، بعنوان یک مربی مهدکودک وارد یک مأموریت سری شود…